# La Guerche-de-Bretagne
La Guerche-de-Bretagne är en kommun i departementet Ille-et-Vilaine i regionen Bretagne i nordvästra Frankrike. Kommunen ligger i kantonen La Guerche-de-Bretagne som tillhör arrondissementet Fougères-Vitré. År 2022 hade La Guerche-de-Bretagne 4 450 invånare.

## Befolkningsutveckling
Antalet invånare i kommunen La Guerche-de-Bretagne
Referens:INSEE